# Robert Liottel
Robert Gustave Édouard Liottel, né le 23 septembre 1885 à Romilly-sur-Seine (Aube) et mort le 23 avril 1968 à Druye (Indre-et-Loire), est un escrimeur français, ayant pour arme l'épée. Il est nommé dans les rapports olympiques Lionel Liottel.
Il est sacré vice-champion du monde d'escrime en épée individuelle en 1922 et champion olympique d'escrime en épée par équipes aux Jeux olympiques d'été de 1924 à Paris.